# یرتوارد مازمانیان
یرتوارد مازمانیان ( انگلیسی: Yertward Mazamanian؛ معروف به ادی هشت‌انگشتی (انگلیسی: Eight Finger Eddie) ۸ مارس ۱۹۲۴ – ۱۸ اکتبر ۲۰۱۰) یک هیپی ارمنی‌تبار اهل ایالات متحده آمریکا بود. وی پس از اینکه در اواسط دهه ۱۹۶۰ میلادی گوا، هند را به عنوان مقصد هیپی معرفی نمود به شهرت دست یافت

## زندگی‌نامه
وی در ۸ مارس ۱۹۲۴ با تنها سه انگشت در دست راست به دنیا آمد. وی یکی از هفت فرزند خانواده مهاجر ارمنی اهل استانبول بود که در نزدیکی بوستون ماساچوست سکونت گزیده بودند وی در ۱۸ اکتبر ۲۰۱۰ در سن ۸۶ سالگی درگذشت.